# Magaly Achach Solís
Sonia Magaly Achach Solís (Tecoh, Yucatán, 4 de marzo de 1955) referida en ocasiones como Magaly Achach de Ayuso, es una política mexicana, miembro del Partido Revolucionario Institucional (PRI). Ha sido diputada al Congreso de Quintana Roo, diputada federal y presidente municipal de Benito Juárez, municipio cuya cabecera es la ciudad de Cancún.

## Biografía
Es maestra normalista. Inició su vida en Quintana Roo al ser asignada a la Escuela Secundaria Técnica número 10 de la población de Leona Vicario, donde inició su actividad política dentro del PRI por iniciativa del entonces delegado del PRI en Quintana Roo, Víctor Cervera Pacheco. Fue fundadora y líder del Frente Único de Colonos (FUC) organización que agrupaba a los pobladores de las numerosas colonias que se comenzaban a asentar de forma irregular en la ciudad de Cancún. Además fue presidente estatal de la Asociación Nacional Femenil Revolucionaria.
Su primer cargo de elección popular fue regidora en el ayuntamiento de Benito Juárez presidido por José Irabien Medina de 1981 a 1984, año en que fue elegida por primera ocasión diputada local, a la IV Legislatura del Congreso del Estado de Quintana Roo, por el distrito local 10 en el periodo de 1984 a 1987. Fue posteriormente síndica municipal de 1987 a 1990 en el ayuntamiento encabezado por José González Zapata.
Por segunda ocasión diputada local, en esta ocasión a la VI Legislatura de 1990 a 1993 por el distrito 11 local. Sin embargo, apenas con un año en el cargo, solicitó licencia en 1991 al ser postulada candidata del PRI a diputada federal por el Distrito 2 de Quintana Roo. Elegida a la LV Legislatura que concluyó en 1994.
En las elecciones de 1999 fue candidata a presidente municipal de Benito Juárez, resultando elegida para el periodo del 10 de abril de 1999 al 9 de abril de 2002, siendo con ello la primera mujer que llegó a ocupar dicho cargo en el municipio de Benito Juárez.
Al año siguiente de dejar la alcaldía, en 2003, renunció a su militancia en el PRI debido a un conflicto con el entonces gobernador Joaquín Hendricks Díaz, aunque de forma posterior retornaría al partido.